# East Indies Station
L'East Indies Station est une formation et un commandement de la Royal Navy britannique. Créé en 1744 par l'Amirauté, il était sous le commandement du Commander-in-Chief, East Indies.
Même dans les documents officiels, le terme East Indies Station était souvent utilisé. En 1941, les navires de la China Squadron et de l'East Indies Squadron fusionnèrent pour former l'Eastern Fleet sous le contrôle du Commander-in-Chief, Eastern Fleet. La China Station a alors cessé en tant que commandement distincte. L'East Indies Station fut dissoute en 1958.
Il englobait les chantiers navals et les bases de la Royal Navy en Afrique de l'Est, au Moyen-Orient, en Inde britannique et à Ceylan, ainsi que d'autres navires non rattachés à d'autres flottes. Pendant de nombreuses années sous les contre-amiraux, à partir des années 1930, le commandant en chef était souvent un amiral ou un vice-amiral.